# Borough de Craigavon
Le borough de Craigavon (Craigavon Borough en anglais et Buirg Craigavon en gaélique d’Irlande), officiellement appelé Craigavon (Craigavon en gaélique d’Irlande), est un ancien district de gouvernement local d’Irlande-du-Nord.
Créé en octobre 1973, il fusionne avec la cité et district d’Armagh et le district de Banbridge en mars 2015 pour créer un autre district de gouvernement local, Armagh, Banbridge and Craigavon.

## Géographie
Le district est situé dans les comtés d’Antrim, d’Armagh et de Down.

## Histoire
Un district de gouvernement local (local government district en anglais) du nom de Craigavon est créé le 17 juillet 1972 par le Local Government (Boundaries) Order (Northern Ireland) du 20 juin 1972. Les institutions du district entrent en vigueur à compter du 1er octobre 1973 au sens du Local Government Act (Northern Ireland) du 23 mars 1972.
Par délibération du conseil du district du 20 août 1973, le district de Craigavon relève la charte de la corporation du borough de Lurgan. Il devient donc, à compter du 1er octobre, le borough de Craigavon,.
La majeure partie des territoires de la cité et district d’Armagh, du district de Banbridge et du borough de Craigavon sont réunis par le Local Government (Boundaries) Act (Northern Ireland) du 23 mai 2008. Le borough résultant de la fusion des anciens districts, Armagh, Banbridge and Craigavon, est créé à compter du 1er avril 2015 par le Local Government (Boundaries) Order (Northern Ireland) du 30 novembre 2012.

## Administration

### Conseil
Le Craigavon Borough Council, littéralement, le « conseil du borough de Craigavon », est l’assemblée délibérante du borough de Craigavon, composée de 25 (1973-1985) puis de 26 membres (1985-2015), appelés les conseillers (councillors).
Un maire (mayor) et un vice-maire (deputy mayor) sont élus parmi les conseillers à l’occasion de chaque réunion générale annuelle du conseil du borough.

### Circonscriptions électorales
Le district de gouvernement local est divisé en autant de sections électorales (wards en anglais) que de conseillers. Celles-ci sont distribuées par zone électorale de district (district electoral area).
| Zone                           | 1973-1985,                                                                          | 1985-1993                                                                              | 1993-2015                                                                                 |
| ------------------------------ | ----------------------------------------------------------------------------------- | -------------------------------------------------------------------------------------- | ----------------------------------------------------------------------------------------- |
| Première zone et ses sections  | A (5 sièges)                                                                        | Central (7 sièges)                                                                     | Central (7 sièges)                                                                        |
| Première zone et ses sections  | - Aghagallon - Belle Vue - The Birches - Kinnegoe - Woodville                       | - Bleary - Drumgask - Drumgor - Edenderry - Kernan - Killycomain - Tullygally          | - Bleary - Drumgask - Drumgor - Edenderry - Kernan - Killycomain - Taghnevan              |
| Deuxième zone et ses sections  | B (7 sièges)                                                                        | Loughside (5 sièges)                                                                   | Loughside (5 sièges)                                                                      |
| Deuxième zone et ses sections  | - Annagh - Breagh - Brownstown - Edgarstown - Hartfield - Tavanagh - Woodside       | - Aghagallon - Court - Drumnamoe - Kinnegoe - Woodville                                | - Aghagallon - Court - Derrytrasna - Drumnamoe - Woodville                                |
| Troisième zone et ses sections | C (6 sièges)                                                                        | Lurgan (7 sièges)                                                                      | Lurgan (7 sièges)                                                                         |
| Troisième zone et ses sections | - Bachelors Walk - Brownlow - Court - Kernan - Killycomain - Taghnevan              | - Church - Knocknashane - Magheralin - Mourneview - Parklake - Taghnevan - Waringstown | - Church - Donaghcloney - Knocknashane - Magheralin - Mourneview - Parklake - Waringstown |
| Quatrième zone et ses sections | D (7 sièges)                                                                        | Portadown (7 sièges)                                                                   | Portadown (7 sièges)                                                                      |
| Quatrième zone et ses sections | - Bleary - Church - Knocknasbane - Magheralin - Mourneview - Parklake - Waringstown | - Annagh - Ballybay - Ballyoran - The Birches - Brownstown - Corcrain - Tavanagh       | - Annagh - Ballybay - Ballyoran - The Birches - Brownstown - Corcrain - Tavanagh          |